# ياروسلاف كاتشينسكي

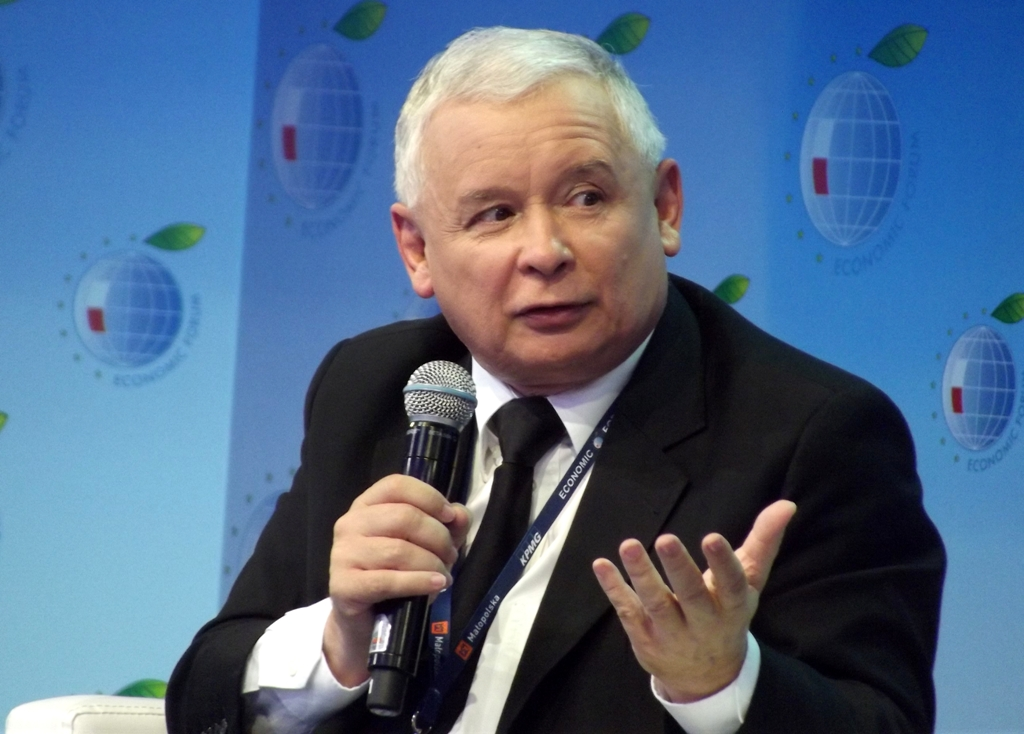
ياروسلاف كاتشينسكي

ياروسلاف كاتشينسكي الكسندر (بالبولندية: Jarosław Aleksander Kaczyński)‏: (من مواليد 18 يونيو 1949) هو سياسي ومحامي بولندي وشغل منصب رئيس الوزراء في الفترة من يوليو 2006 إلى نوفمبر 2007. وهو رئيس مجلس إدارة حزب القانون والعدالة، الذي أسسه عام 2001. وقد كان زعيم المعارضة منذ انتخابات عام 2007.
لديه دكتوراه في درجة القانون. وهو الشقيق التوأم للرئيس البولندي السابق ليخ كاتشينسكي. بعد الهزيمة الانتخابية لحزب القانون والعدالة عام 2007، نزل كاتجينسكي عن منصبه كرئيس للوزراء عقب الاجتماع الأول لمجلس النواب الجديد.
تنافس ضد برونيسواف كوموروفسكي في الانتخابات الرئاسية البولندية في 20 حزيران عام 2010، والتي كانت تسمى في أعقاب وفاة ليش كاتشينسكي. أعلن كاتشينسكي ترشيحه في 26 نيسان 2010، وقال انه سوف يأخذ مكان أخيه المتوفى مؤخرا. وحصل على 36.46% من الأصوات في الجولة الأولى، بينما حصل الرئيس بالوكالة برونيسواف كوموروفسكي 41.54%. في الجولة الثانية، ضد كوموروفسكي، انهزم كاتشينسكي بنسبة 46.99% من الأصوات، بينما حصل كوموروفسكي 53.01% وفاز.

## روابط خارجية
- ياروسلاف كاتشينسكي على موقع IMDb (الإنجليزية)
- ياروسلاف كاتشينسكي على موقع الموسوعة البريطانية (الإنجليزية)
- ياروسلاف كاتشينسكي على موقع مونزينجر (الألمانية)
- ياروسلاف كاتشينسكي على موقع ديسكوغز (الإنجليزية)
- ياروسلاف كاتشينسكي على موقع قاعدة بيانات الفيلم (الإنجليزية)
- ياروسلاف كاتشينسكي على موقع كينوبويسك (الروسية)